# Античний архітектурний комплекс Мессенія

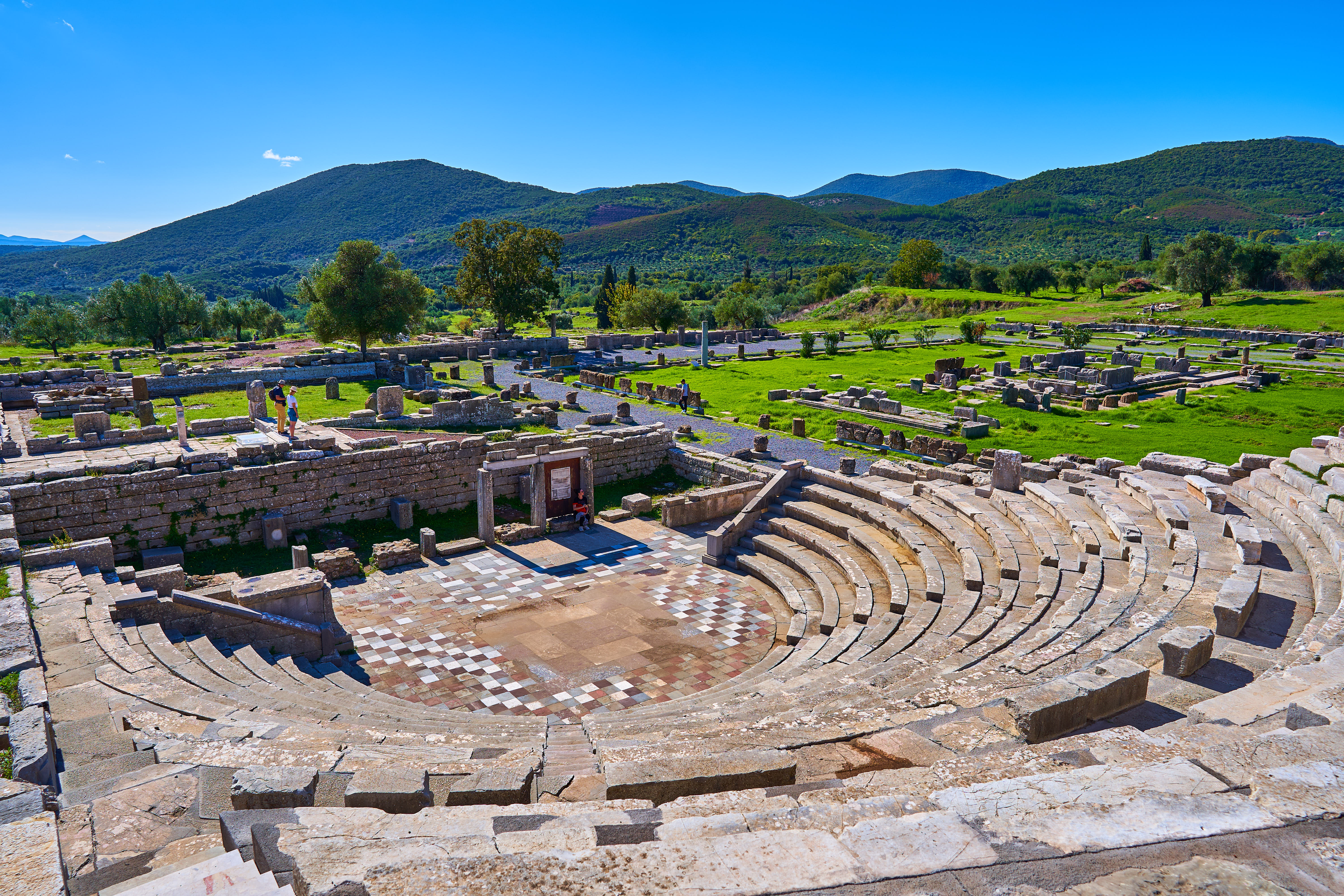
Античний архітектурний комплекс Мессенія

Анти́чний архітекту́рний ко́мплекс Мессе́нія (англ. Ancient Messene; Греція) — масштабні архітектурні комплекси давньогрецького міста Мессі (369 рік до нашої ери) — столиці Мессенії — однієї з найдавніших історичних областей Греції, розташованої на крайньому південному-заході Пелопоннесу.
Античний архітектурний комплекс Мессенія — лауреат Європейської премії з культурної спадщини-2011.